# Razorworks
Razorworks war ein Entwicklerstudio von Videospielen mit Sitz in Oxfordshire, Großbritannien. Es wurde im August 1996 gegründet und gehörte seit 2000 dem Videospiel-Hersteller Empire Interactive. Das Razorworks-Studio wurde im Juli 2008 aufgrund der schlechten finanziellen Situation von Empire Interactive vom britischen Entwickler Rebellion aufgekauft.

## Geschichte
Das Unternehmen entwickelte zunächst Kampfflugsimulatoren und verlagerte schließlich seinen Schwerpunkt auf Autorennspiele. Das Entwicklerstudio hat insgesamt vierzehn Spiele auf verschiedenen Plattformen veröffentlicht, darunter PC, PlayStation 2, PSP, Xbox, Xbox 360, Wii, Nintendo DS und für Sega-Arcade-Machines.
Razorworks wurde im Jahr 2000 von Empire Interactive übernommen.
Die Muttergesellschaft Empire Interactive geriet Ende der 2000er Jahre in ernste finanzielle Schwierigkeiten. Am 11. Juni 2008 wurde bekanntgegeben, dass Razorworks geschlossen wird, um Kosten zu senken. Am 19. Juli 2008 gaben die britischen Entwickler von Rebellion bekannt, dass sie die Vermögenswerte und den größten Teil der Mitarbeiter von Razorworks erworben haben. Das Team wurde in das eigene Oxford-Studio von Rebellion integriert, operierte aber nicht mehr unabhängig und das Branding wurde eingestellt.
Die Schwierigkeiten von Empire Interactive setzten sich fort und das Unternehmen kündigte am 4. Mai 2009 seine eigene Schließung und Liquidation an.

## Spiele
| Spiel                         | Jahr |
| ----------------------------- | ---- |
| Enemy Engaged: Apache Havoc   | 1998 |
| Enemy Engaged: Comanche Hokum | 2000 |
| Total Immersion Racing        | 2000 |
| Ford Racing 2                 | 2003 |
| Ford Racing 3                 | 2004 |
| Taito Legends                 | 2005 |
| Ford Street Racing            | 2006 |
| Ford Racing Full Blown        | 2006 |
| Taito Legends 2               | 2006 |
| Double Dragon                 | 2007 |
| Speedball 2 Brutal Deluxe     | 2007 |
| Ford Racing Off Road          | 2008 |
| Pipe Mania                    | 2008 |